# Tengku Sulaiman Shah
Tengku Sulaiman Shah ibni Sultan Salahuddin Abdul Aziz Shah (Kuala Lumpur, 17 giugno 1950) è un principe e imprenditore malese.

## Biografia
Tengku Sulaiman Shah è nato nel Kampung Baru di Kuala Lumpur, allora capitale del Selangor, il 17 giugno 1950. È il quarto figlio dell'allora Raja Muda di Selangor, Tengku Abdul Aziz Shah e della sua prima moglie, Raja Saidatul Ihsan binti Tengku Badar Shah. È stato istruito presso l'Aitchison College in Pakistan e nel Regno Unito.
Suo padre è asceso al trono il 1º settembre 1960 e ha preso il nome di sultano Salahuddin Abdul Aziz Shah.
Il 15 gennaio 1972 il padre gli ha concesso il titolo di Tengku Panglima Besar e ha ricoperto la carica per sei anni. Il 1º agosto del 1978 è stato promosso a Tengku Panglima Diraja. Il 1º luglio del 2016, l'attuale sultano di Selangor e suo fratello maggiore Sharafuddin, ha acconsentito a promuoverlo al titolo di Tengku Laksamana. Fa parte del Consiglio della Corte Reale di Selangor (Dewan Diraja Selangor).
Nel 1970, completati gli studi, è tornato in patria. Nel 1971 il padre lo ha chiamato a lavorare nella società di pubblicità internazionale SH Benson Sdn Bhd (in seguito ribattezzata come Ogilvy & Mather Benson (OBM) Sdn Bhd e oggi nota come Ogilvy & Mather Sdn Bhd). Lavorava nel reparto audiovisivi ed ha guadagnato ampie conoscenze nel settore della pubblicità e del branding. Nel 1975 ha lasciato l'azienda e ha iniziato ad operare nel settore delle costruzioni. La motivazione che lo ha spinto ad essere più intraprendente era l'obiettivo finale di diventare un operatore importante nel settore delle costruzioni. In seguito, lui e altri soci hanno fondato la Syarikat Pembinaan Setia Sdn Bhd, più tardi nota come SP Setia, una società pubblica quotata in borsa. Nel 1997 ha ceduto la sua partecipazione nella società. Attualmente è presidente e direttore di Goodway Integrated Industries Berhad (GIIB) e Khansforge Internazionale Sdn Bhd Tengku Sulaiman Shah ed è presidente del Malaysia - UAE Business Council, nominato dal Ministero del commercio internazionale e dell'industria.
Il 2 maggio del 1977, si è sposato con Tunku Kamariah Aminah Maimunah Iskandariah (nata l'11 luglio 1956), figlia maggiore del defunto sultano Iskandar di Johor e sorella maggiore dell'attuale sovrano Ibrahim Iskandar. Nel 1982 suo padre le ha conferito il titolo di Tunku Putri di Johor. Ha anche ricevuto anche il titolo di Tengku Puan Laksamana di Selangor. Dall'unione sono nati cinque figli, quattro maschi e una femmina.